# Khorixas

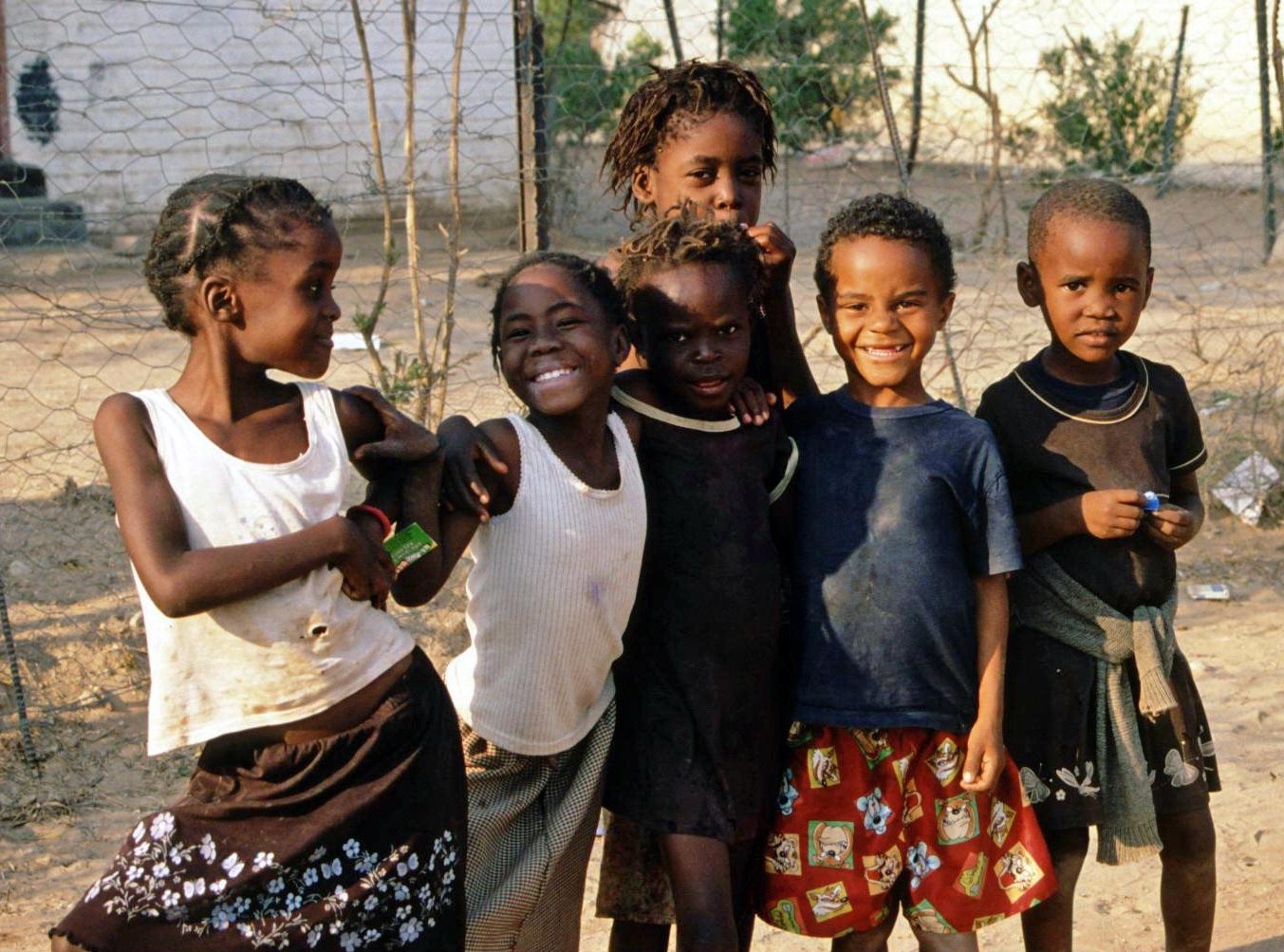
Un groupe d'enfants de Khorixas

Khorixas est une localité située dans le nord-ouest de la Namibie, dans la région de Kunene, à 131 km à l'ouest d'Outjo par la C39. Elle comptait 6 796 habitants lors du recensement de 2011
Khorixas se trouve à proximité de la réserve de Torra (Torra Conservancy), créée en 1997 , du site d'art rupestre de Twyfelfontein, inscrit au patrimoine mondial en 2007, et de la forêt pétrifiée du Damaraland.